# Laurent Verron
Laurent Verron, dit Verron, est un dessinateur de bande dessinée, né le 25 mai 1962 à Grenoble.

## Biographie

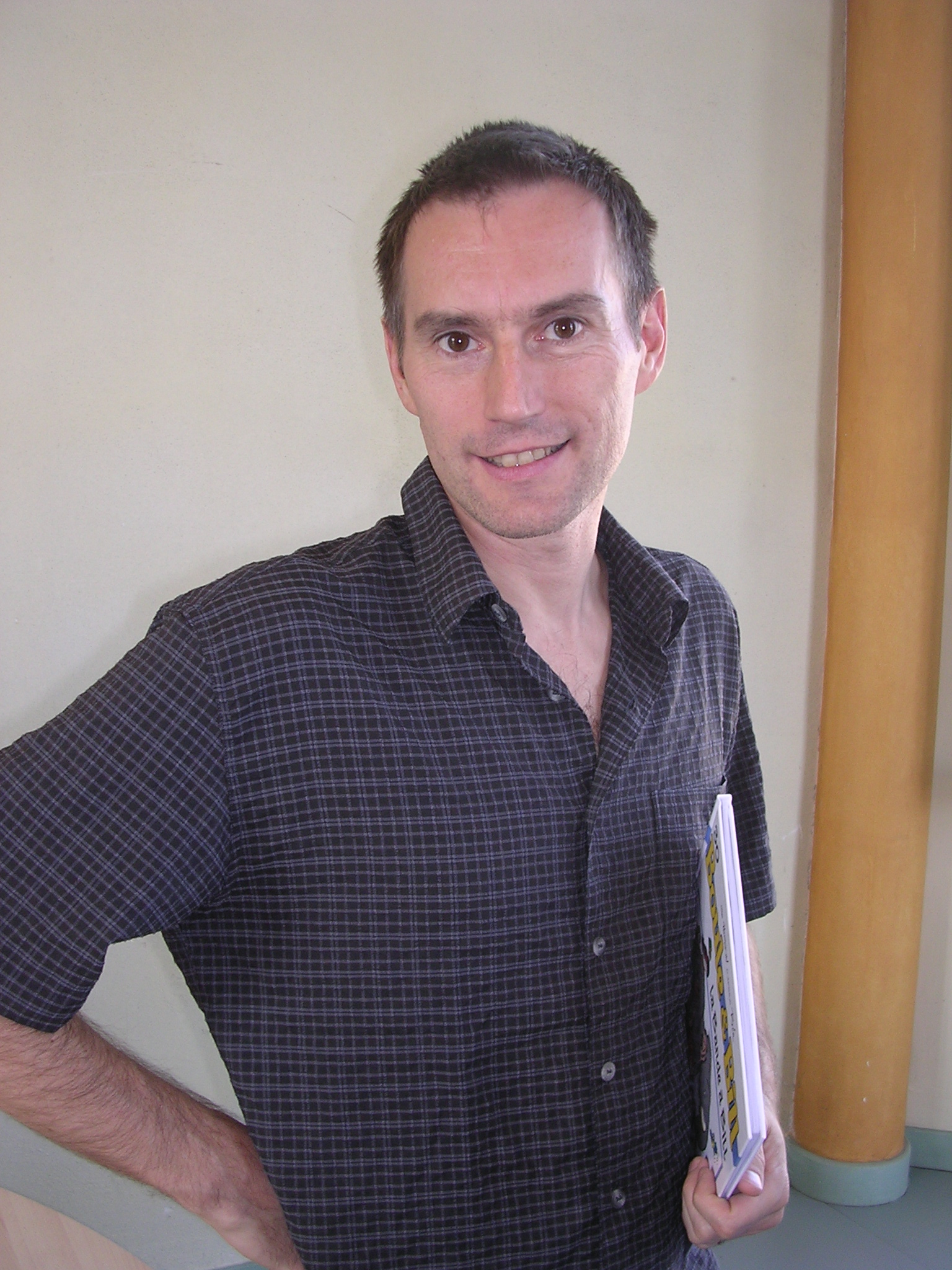
Laurent Verron au festival de la bande dessinée de Chambéry, 2005

Après un bref passage dans une agence de publicité, il rejoint Bruxelles en 1986, devenant l'assistant de Jean Roba. Cette collaboration dure trois ans, jusqu'en 1989. Il le seconde pour les albums de Boule et Bill : Billets de Bill, 22 ! V'là Boule et Bill et Faut rigoler. Il participe aussi aux petits albums didactiques « J'apprends l'heure... » (1990). Mais il souhaite animer sa propre bande dessinée, et, à la suite d'une rencontre avec l'éditeur Claude Lefrancq, Verron publie en 1991 Le Maltais sur un scénario de Loup Durand. Il réalise ensuite trois épisodes de cette série.
En 1994, avec le scénariste Yann, il propose au Lombard les aventures du père-missionnaire Odilon Verjus.
Enfin, Laurent Verron est désigné en 2003 comme dessinateur pour la reprise de Boule et Bill (premier album : Quel Cirque puis La bande à Bill en 2005 et Graine de cocker en 2007).
En 2009, Laurent Verron crée une nouvelle série scénarisée par Cric et intitulée Fugitifs. Les deux premiers albums, qui forment une histoire complète, paraissent aux éditions Dargaud en juin et novembre 2009.
En 2015, il cesse de dessiner Boule & Bill après huit albums, passant la main à Jean Bastide. Il dessine un tome de la collection Le Spirou de..., écrit par Yves Sente. Il s'appelait Ptirou est publié par les éditions Dupuis en 2017.

## Principales publications
- Le Maltais (dessin), avec Loup Durand (scénario), Claude Lefrancq Éditeur, coll. « Évasion », 3 vol., 1991-1994.
- Les Exploits d'Odilon Verjus (dessin), avec Yann (scénario), Le Lombard, 7 vol., 1996-2006.
- Boule et Bill t. 29-36 (dessin), avec divers scénaristes, Dargaud, huit albums, 2003-2015.
- Fugitifs sur Terra II (dessin), avec Cric (scénario), Dargaud, 4 vol., 2009-2012.
- Le Spirou de..., t. 12 : Il s'appelait Ptirou (dessin), avec Yves Sente (scénario), Dupuis, 2017.

## Récompense
- 2018 : Prix Saint-Michel du meilleur album pour Le Spirou de..., t. 12 : Il s'appelait Ptirou (avec Yves Sente)[réf. nécessaire]